# Max Asperger

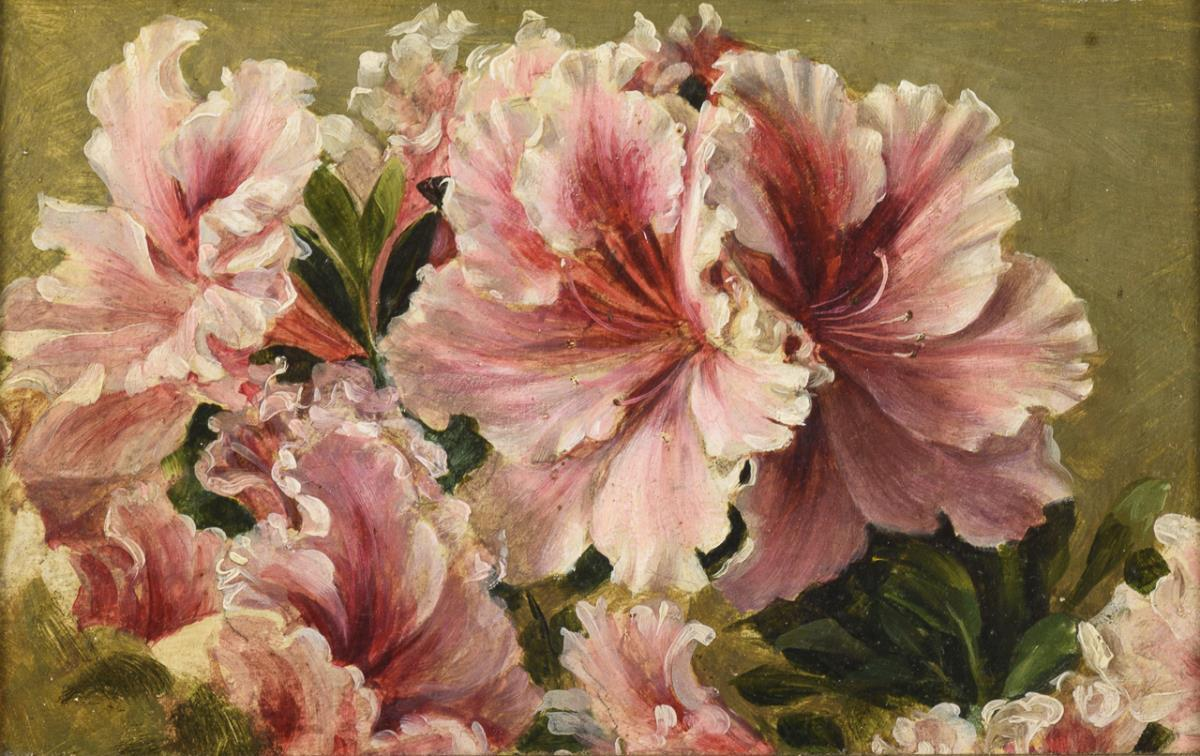
Blüten von Frau Aspergers Azalee 1913, gemalt von Max Asperger

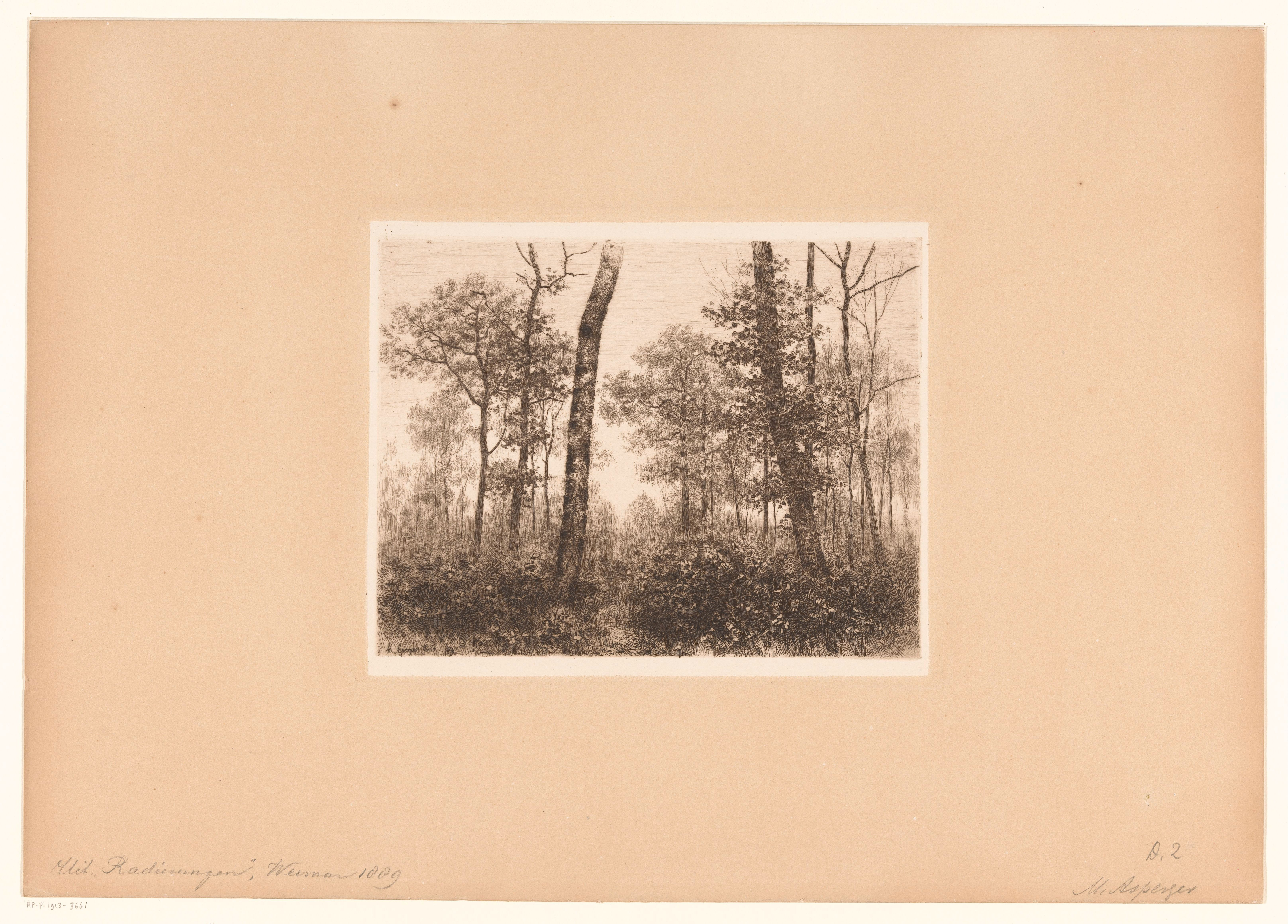
Vorfrühling im Walde

Max Asperger (geb. 6. März 1864 in Apolda; gest. 1924 in Gotha) war ein deutscher Maler der Weimarer Malerschule.

## Leben und Werk
Er absolvierte 1883 bis 1891 ein Studium an der Weimarer Kunstakademie, wo er Schüler von Woldemar Friedrich und Theodor Hagen war. 1890 bis 1895 war er Lehrer an der Großherzoglichen Zeichenschule in Weimar. Seit 1895 war Asperger in Gotha als Lehrer an der gewerblichen Fortbildungsschule tätig. 
Hauptsächlich wirkte Asperger als Landschaftsmaler. Zu seinen Werken zählt auf Herbstlicher Blätterfall, von 1890. Mit diesem Gemälde war Asperger auf der internationalen Kunstausstellung in Berlin 1891. Ein weiteres Werk, mit dem er auf dieser Kunstausstellung präsent war Brücke aus Berka a.d. Ilm Asperger war Mitglied im Weimarer Radierverein. Überhaupt sind die meisten der von ihm geschaffenen und überlieferten Werke Radierungen.
Sein Grab befindet sich auf dem Hauptfriedhof Weimar.